# Henning Meyercrone
Henning Meyercrone (ur. 1 sierpnia 1645 w Kopenhadze, zm. 28 lipca 1707 w Roskilde) – duński dyplomata. 
W latach 1674–1706 Meyercrone był posłem Królestwa Danii w Paryżu.